# 古贝春
古贝春集团有限公司是中国山东的一家酿酒企业，属中华老字号，主要生产古贝春、古贝元、国蕴三种品牌的白酒，三个商标均为中国驰名商标。

## 历史
该公司创始于1952年，由武城县的几家大酒坊合并而成，1958年公私合营，形成“国营武城酒厂”。1975年，酒厂党总支书记张子文带领工人研制出浓香型古贝春酒以及酱香型古贝元酒 。但公司一度因经营不善濒临倒闭。1996年1月，公司已拖欠7个月工资，累计亏损7980万，县委指派周晓峰接管濒临破产的古贝春，任集团总公司党委书记兼总经理，在不到两个月恢复产能，产量从不足2000吨增加到一万吨，当年收入便达到3827万元、利税1316万元，扭转盈亏。此后，之后周便一直在公司任职，1996年至2013年公司主要经济指标年涨幅都达到30%，使其成为中国驰名商标。1999年，公司改为股份制企业。